# Michele Muratori
Michele Muratori (Borgo Maggiore, 13 dicembre 1983) è un politico sammarinese, dal 1º aprile al 1º ottobre 2019 capitano reggente di San Marino, assieme a Nicola Selva.

## Biografia
Michele Muratori, una volta diplomato geometra presso l'istituto tecnico per geometri "Odone Belluzzi" si laurea in Scienze della Formazione con la specializzazione di Educatore Professionale all'Università di Bologna.

## Carriera politica
Candidato per la prima volta alle elezioni politiche di san marino nel 2008, entra in Consiglio Grande e Generale nel 2014 in sostituzione del consigliere Mirko Tomassoni, venendo poi riconfermato alle elezioni politiche del 2016, 2019 e del 2024 ed è attualmente in carica presso il Consiglio Grande e Generale. 
Inizia la sua carriera politica nel 2005 nel Partito dei Socialisti e dei Democratici a seguito dell'unificazione dei due principali partiti politici della sinistra sammarinese, ovvero il Partito Socialista Sammarinese e il Partito dei Democratici diventando nel 2009 coordinatore del giovanile "Giovani Socialisti e Democratici". 
Nel 2016 a seguito della scissione del Partito dei Socialisti e dei Democratici, contribuisce alla creazione di Sinistra Socialista Democratica, nato dall'unione di Sinistra Unita, Laboratorio Democratico (Labdem) e Progressisti e Riformisti.
Al Congresso fondativo del 17 Novembre 2017 viene proclamato presidente del partito assieme ad Eva Guidi come segretario politico.
Viene nominato Capitano reggente per il semestre 1° Aprile - 1° Ottobre 2019 assieme a Nicola Selva.
Attualmente è Presidente del gruppo consigliare di Libera San Marino, partito nato dall'unificazione di Sinistra Socialista Democratica, Movimento Civico 10 e Riforme e Sviluppo, oltre che ad essere membro della delegazione sammarinese presso l'OSCE PA e Presidente della Commissione consiliare permanente affari esteri, emigrazione ed immigrazione, sicurezza e ordine pubblico e informazione.

## Vita privata
Michele Muratori è padre di due figli.
Appassionato di calcio ha militato come giocatore e successivamente come allenatore nel campionato di calcio sammarinese.
Inoltre è stato membro della Federazione Balestrieri Sammarinesi dal 2002 al 2014.